# Zaborze (Zabrze)
Zaborze (niem. Zaborze) – dawna wieś, od 1927 część miasta Zabrze.
Do 1873 gmina jednostkowa oraz obszar dworski w powiecie bytomskim, od 1873 w powiecie zabrskim.
Po plebiscycie 20 marca 1921 pozostała przy Niemczech.
1 kwietnia 1905 obszar dworski Zaborze zniesiono, a z jego obszaru oraz z obszarów gmin Dorota (Dorotheendorf), Stare Zabrze (Alt-Zabrze) i Małe Zabrze (Klein-Zabrze) i obszaru dworskiego Zabrze utworzono nową gminę Zabrze (Zabrze). Gminie Zabrze nadano prawa miejskie 1 października 1922.
1 stycznia 1927, w związku ze zniesieniem powiatu zabrskiego, gminę Zaborze włączono do miasta Zabrza, któremu równocześnie nadano status powiatu grodzkiego.
Obecnie obszar Zaborza podzielony jest na dwie dzielnice: Zaborze Południe i Zaborze Północ.
Na terenie Zaborza znajdują się patronackie kolonie robotnicze (kolonia A i kolonia B).